# Finsland
Finsland is een dorp en voormalige gemeente in de toenmalige provincie Vest-Agder in Noorwegen. Sinds 2020 is Finsland deel van de gemeente Kristiansand.
De gemeente werd gevormd in 1838 als Formannskapsdistrikt. In 1964 ging het grootste deel van Finsland op in de toen gevormde gemeente Songdalen. Een klein deel werd toegevoegd aan de eveneens nieuw gevormde gemeente Marnardal. De dorpskerk stamt uit 1803.